# Believe (album của Cher)
Believe là album phòng thu thứ 22 của nghệ sĩ thu âm người Mỹ Cher, phát hành ngày 22 tháng 10 năm 1998 bởi Wea và được phân phối tại Bắc Mỹ bởi Warner Bros.. Sau thất bại của album phòng thu trước, It's a Man's World (1995), hãng đĩa của cô đã khuyến khích nữ ca sĩ trở lại phòng thu để theo đuổi một định hướng hướng âm nhạc mới. Quá trinh ghi âm cho album đã được diễn ra vào mùa hè năm 1998 tại Dreamhouse Studios ở London và Soundworks Studios ở New York dưới sự chỉ đạo của hai nhà sản xuất Anh là Mark Taylor và Brian Rawling. Album là một lời tri ân của Cher đến người chồng cũ của cô là Sonny Bono, người đã qua đời vào đầu năm đó.
Believe đánh dấu sự thay đổi hoàn toàn về mặt âm nhạc so với những tác phẩm trước của cô, bao gồm việc kết hợp giữa dance-pop và Eurodance, bên cạnh nhiều thể loại nhạc khác nhau như techno, house, disco và Latin với nội dung lời bài hát đề cập đến những chủ đề như tự do, Chủ nghĩa cá nhân và những mối quan hệ tình cảm. Nó cũng áp dụng nhiều kỹ thuật công nghệ ghi âm mới của thời đại, như việc sử dụng AutoTune, và sau này đã trở nên phổ biến với tên gọi " hiệu ứng Cher ". Sau khi phát hành, album nhận được những phản ứng trái chiều từ các nhà phê bình âm nhạc, những người đánh giá cao màn trình diễn thanh nhạc của Cher, trong khi chỉ thích quá trình sản xuất tổng thể của nó. Believe đã nhận được ba đề cử giải Grammy tại lễ trao giải thường niên lần thứ 42, bao gồm Album Pop xuất sắc nhất, Thu âm của năm và Thu âm nhạc dance xuất sắc nhất cho bài hát chủ đề, và chiến thắng giải sau cùng.
Về mặt thương mại, Believe đã gặt hái nhiều thành công vượt trội, đứng đầu các bảng xếp hạng ở Áo, Canada, Đan Mạch, Đức, New Zealand và Bồ Đào Nha, và lọt vào top 5 ở Bỉ, Phần Lan, Pháp, Hungary, Na Uy, Tây Ban Nha, Thụy Điển, Thụy Sĩ, cũng như lọt vào top 10 ở hầu hết những quốc gia khác. Tại Hoa Kỳ, nó đạt vị trí thứ 4 trên bảng xếp hạng Billboard 200 và được chứng nhận bốn đĩa Bạch kim từ Hiệp hội Công nghiệp ghi âm Mỹ (RIAA), công nhận bốn triệu bản đã được tiêu thụ tại đây. Đây được xem là album thành công nhất trong sự nghiệp âm nhạc của Cher, với doanh số tiêu thụ trên toàn cầu được ước tính là 10 triệu bản.
Bốn đĩa đơn được phát hành từ album. Đĩa đơn đầu tiên, "Believe", đã trở thành một trong những đĩa đơn bán chạy nhất mọi thời đại với 10 triệu bản và đứng đầu các bảng xếp hạng ở 23 quốc gia. "Strong Enough" được phát hành như là đĩa đơn thứ hai từ album, và lọt vào top 5 ở nhiều thị trường như Áo, Pháp, Đức, Tây Ban Nha, Thụy Sĩ và Vương quốc Anh. Hai đĩa đơn cuối cùng, "All or Nothing" và "Dov'è l'amore" chỉ gặt hái những thành công khiêm tốn trên các bảng xếp hạng. Để quảng bá cho Believe, Cher thực hiện chuyến lưu diễn thứ sáu trong sự nghiệp của cô với tên gọi Do You Believe? Tour đã trở thành một trong những chuyến lưu diễn đạt doanh thu cao nhất của một nghệ sĩ nữ lúc bấy giờ.

## Danh sách bài hát
| Believe – Bản tiêu chuẩn | Believe – Bản tiêu chuẩn                | Believe – Bản tiêu chuẩn                                                          | Believe – Bản tiêu chuẩn  | Believe – Bản tiêu chuẩn |
| STT                      | Nhan đề                                 | Sáng tác                                                                          | Sản xuất                  | Thời lượng               |
| ------------------------ | --------------------------------------- | --------------------------------------------------------------------------------- | ------------------------- | ------------------------ |
| 1.                       | "Believe"                               | Brian Higgins Stuart McLennen Paul Barry Steven Torch Matthew Gray Timothy Powell | Mark Taylor Brian Rawling | 3:59                     |
| 2.                       | "The Power"                             | Tommy Simms Judson Spence                                                         | Junior Vasquez            | 3:56                     |
| 3.                       | "Runaway"                               | Taylor Barry                                                                      | Taylor Rawling            | 4:46                     |
| 4.                       | "All or Nothing"                        | Taylor Barry                                                                      | Taylor Rawling            | 3:57                     |
| 5.                       | "Strong Enough"                         | Taylor Barry                                                                      | Taylor Rawling            | 3:44                     |
| 6.                       | "Dov'è l'amore"                         | Taylor Barry                                                                      | Taylor Rawling            | 4:18                     |
| 7.                       | "Takin' Back My Heart"                  | Diane Warren                                                                      | Taylor Rawling            | 4:32                     |
| 8.                       | "Taxi Taxi"                             | Todd Terry Mark Jordan                                                            | Terry                     | 5:04                     |
| 9.                       | "Love Is the Groove"                    | Betsy Cook Bruce Woolley                                                          | Terry                     | 4:31                     |
| 10.                      | "We All Sleep Alone" (Todd Terry Remix) | Desmond Child Jon Bon Jovi Richie Sambora                                         | Terry                     | 5:10                     |
| Tổng thời lượng:         | Tổng thời lượng:                        | Tổng thời lượng:                                                                  | Tổng thời lượng:          | 43:59                    |

| Believe – Bản giới hạn tại Nhật/Úc | Believe – Bản giới hạn tại Nhật/Úc  | Believe – Bản giới hạn tại Nhật/Úc       | Believe – Bản giới hạn tại Nhật/Úc | Believe – Bản giới hạn tại Nhật/Úc |
| STT                                | Nhan đề                             | Sáng tác                                 | Sản xuất                           | Thời lượng                         |
| ---------------------------------- | ----------------------------------- | ---------------------------------------- | ---------------------------------- | ---------------------------------- |
| 11.                                | "Believe" (Club 69 Future Full Mix) | Higgins McLennen Barry Torch Gray Powell |                                    | 9:20                               |
| 12.                                | "Believe" (Xenomania Mix)           | Higgins McLennen Barry Torch Gray Powell |                                    | 4:20                               |
| Tổng thời lượng:                   | Tổng thời lượng:                    | Tổng thời lượng:                         | Tổng thời lượng:                   | 57:39                              |

Chú thích
- "Believe" bao gồm những đoạn nhạc mẫu từ "Prologue" và "Epilogue" trình diễn bởi Electric Light Orchestra từ album thứ hai của họ Time.

## Xếp hạng
| Bảng xếp hạng (1998–99)                  | Vị trí cao nhất |
| ---------------------------------------- | --------------- |
| Album Úc (ARIA)                          | 13              |
| Album Áo (Ö3 Austria)                    | 1               |
| Album Bỉ (Ultratop Vlaanderen)           | 3               |
| Album Bỉ (Ultratop Wallonie)             | 3               |
| Canada (RPM)                             | 1               |
| Album Canada (Billboard)                 | 2               |
| Đan Mạch (Hitlisten)                     | 1               |
| Album Hà Lan (Album Top 100)             | 7               |
| Châu Âu (Top 100)                        | 1               |
| Album Phần Lan (Suomen virallinen lista) | 4               |
| Album Pháp (SNEP)                        | 5               |
| Đức (Offizielle Top 100)                 | 1               |
| Album Hungaria (MAHASZ)                  | 3               |
| Ý (Hit Parade Italia)                    | 6               |
| Nhật Bản (Oricon)                        | 47              |
| Album New Zealand (RMNZ)                 | 1               |
| Album Na Uy (VG-lista)                   | 4               |
| Bồ Đào Nha (AFP)                         | 1               |
| Album Scotland (OCC)                     | 6               |
| Tây Ban Nha (PROMUSICAE)                 | 2               |
| Album Thụy Điển (Sverigetopplistan)      | 2               |
| Album Thụy Sĩ (Schweizer Hitparade)      | 2               |
| Album Anh Quốc (OCC)                     | 7               |
| Album Hoa Kỳ Billboard 200               | 4               |
| Bảng xếp hạng (2002)                     | Vị trí cao nhất |
| Hoa Kỳ Billboard Catalog Albums          | 49              |

| Bảng xếp hạng (1998)                             | Vị trí |
| ------------------------------------------------ | ------ |
| Austrian Albums (Ö3 Austria)                     | 32     |
| German Albums (Offizielle Top 100)               | 79     |
| Norwegian Christmas Period Albums (VG-lista)     | 18     |
| UK Albums (OCC)                                  | 32     |
| Bảng xếp hạng (1999)                             | Vị trí |
| Australian Albums (ARIA)                         | 23     |
| Austrian Albums (Ö3 Austria)                     | 3      |
| Belgian Albums (Ultratop Flanders)               | 10     |
| Belgian Albums (Ultratop Wallonia)               | 11     |
| Canadian Albums (RPM)                            | 6      |
| Danish Albums (Hitlisten)                        | 2      |
| Dutch Albums (MegaCharts)                        | 20     |
| European Albums (Top 100)                        | 1      |
| French Albums (SNEP)                             | 17     |
| German Albums (Offizielle Top 100)               | 1      |
| Italian Albums (Hit Parade)                      | 20     |
| New Zealand (Recorded Music NZ)                  | 11     |
| Norwegian Winter Period Albums (VG-lista)        | 2      |
| Swiss Albums (Schweizer Hitparade)               | 9      |
| UK Albums (OCC)                                  | 48     |
| US Billboard 200                                 | 17     |
| Bảng xếp hạng (2000)                             | Vị trí |
| Finnish Foreign Albums (Suomen virallinen lista) | 86     |

| Bảng xếp hạng (1990–99)      | Vị trí |
| ---------------------------- | ------ |
| Austrian Albums (Ö3 Austria) | 43     |

## Chứng nhận
| Quốc gia                                  | Chứng nhận  | Số đơn vị/doanh số chứng nhận |
| ----------------------------------------- | ----------- | ----------------------------- |
| Argentina (CAPIF)                         | Bạch kim    | 60.000^                       |
| Úc (ARIA)                                 | 2× Bạch kim | 140.000^                      |
| Áo (IFPI Áo)                              | Bạch kim    | 50.000*                       |
| Bỉ (BEA)                                  | Bạch kim    | 50.000*                       |
| Canada (Music Canada)                     | 6× Bạch kim | 600.000^                      |
| Phần Lan (Musiikkituottajat)              | Vàng        | 32,682                        |
| Pháp (SNEP)                               | Bạch kim    | 555,300                       |
| Đức (BVMI)                                | 2× Bạch kim | 1.000.000^                    |
| Nhật Bản (RIAJ)                           | Vàng        | 100.000^                      |
| México (AMPROFON)                         | 2× Vàng     | 200.000^                      |
| Hà Lan (NVPI)                             | Bạch kim    | 100.000^                      |
| New Zealand (RMNZ)                        | 2× Bạch kim | 30.000^                       |
| Na Uy (IFPI)                              | Bạch kim    | 50.000*                       |
| Ba Lan (ZPAV)                             | Bạch kim    | 100.000*                      |
| Tây Ban Nha (PROMUSICAE)                  | 4× Bạch kim | 400.000^                      |
| Thụy Điển (GLF)                           | 3× Bạch kim | 240.000^                      |
| Thụy Sĩ (IFPI)                            | 2× Bạch kim | 100.000^                      |
| Anh Quốc (BPI)                            | 2× Bạch kim | 700,000                       |
| Hoa Kỳ (RIAA)                             | 4× Bạch kim | 3,600,000                     |
| Tổng hợp                                  |             |                               |
| Châu Âu (IFPI)                            | 4× Bạch kim | 4.000.000*                    |
| Worldwide                                 | —           | 10,000,000                    |
| ^ Chứng nhận dựa theo doanh số nhập hàng. |             |                               |